# Grundlinien der Philosophie des Rechts
Grundlinien der Philosophie des Rechts en l'original alemany (en català: Principis de la filosofia del dret) és un assaig filosòfic publicat per Georg Wilhelm Friedrich Hegel l'octubre del 1820 per a ús dels seus estudiants de la Universitat Humboldt de Berlín. És també un tractat de filosofia política, filosofia de la ment i filosofia pràctica, i inclou teoria jurídica, política i social així com ètica.
Aquesta obra tingué una influència considerable, no sols en filosofia, sinó també en tota la teoria política i social del segle XIX i XX, ja siga marxista, socialista, o liberal.

## Història de la publicació

### Gènesi
Professor de la Universitat Ruprecht Karl de Heidelberg, Georg Hegel donà una sèrie de conferències sobre dret i estat el 1817. Es basà en particular en passatges de la seua Enciclopèdia de les ciències filosòfiques sobre la "ment objectiva". L'any següent, donà un nou curs a Berlín, i va decidir aprofundir en la qüestió del dret escrivint un llibre dedicat al tema. Hi feu un tercer curs durant els 1819-1820.
Les proposicions que Hegel aporta en aquest llibre s'inspiren o reflecteixen en part el debat polític de la seua època. Les propostes de l'autor per a una divisió del poder bicameral són molt semblants a les proposades, una mica abans de la publicació de l'assaig, per Wilhelm von Humboldt (paràgrafs 298 a 314). La proposta de Hegel que tots els ciutadans haurien de poder arribar a ser funcionaris o militars per mèrits i no per la seua ascendència reflecteix una reforma fallida de Heinrich Friedrich Karl vom Stein que havia intentat eliminar el requisit de descendència noble per servir en l'exèrcit (paràgrafs 271, 277, 291).

### Escriptura
Hegel va treballar en l'obra, però la publicació s'ajornà. Mentre que la presa de Prússia per part de Napoleó I havia provocat l'aparició d'un fort corrent liberal al país, la victòria dels conservadors contraris a les reformes liberals l'any 1819 dugué la imposició de la censura de les publicacions d'intel·lectuals i professors universitaris. Els estudiants i ajudants de Hegel foren arrestats. Aleshores, el filòsof va decidir modificar alguns passatges del futur llibre. Hi va escriure un nou prefaci el juny del 1820.

### Publicació
Els Grundlinien der Philosophie des Rechts van aparéixer l'octubre del 1820, a la Llibreria Nicolai de Berlín. El seu subtítol és "Dret natural i ciència de l'estat abreujat" (en alemany: Law of Nature and State Science in the Law of the United Nations). Es tracta d'un manual del curs dividit en 360 paràgrafs que Hegel comentà durant els cursos que va dedicar a la filosofia del dret; també explica, però, en el prefaci que pretén arribar a un públic més ampli amb aquest llibre.
L'obra fou sotmesa a la censura reial l'any 1820. La portada original duu l'any 1821 perquè Hegel temia que la publicació es retardàs per la censura.
El darrer capítol dels Principis de la filosofia del dret sobre la història s'aprofundeix en La raó en la història i en les Lliçons de filosofia de la història.

### Acollida
Les primeres crítiques de l'obra foren negatives. Acusaren Hegel d'anar en la direcció del poder vigent i de la censura, i també d'atacar Jakob Friedrich Fries en el prefaci, quan aquest havia estat detingut per la policia prussiana. Algunes frases de l'assaig s'interpreten com una posició a favor del règim, incloent-hi, en el prefaci, "El que és racional és efectiu, el que és efectiu és racional". Fries diu sobre el llibre que "el bolet metafísic de Hegel no arrela als jardins de la ciència sinó al femer del servilisme".
Després de la primera meitat de la dècada dels 1820, Hegel delega al seu antic deixeble Eduard Gans la tasca d'ensenyar el contingut de la Filosofia del dret a la Universitat de Berlín.

## Objecte
L'objectiu de l'obra és demostrar que l'estat modern, amb la seua societat complexa, és on mitjançant les abstraccions dels drets individuals i la llibertat (subjectiva) d'un individu troben la concreció, açò és, un contingut objectiu. Hegel mostra així que l'estat és el lloc per excel·lència de l'actualització o posada en acció de la llibertat concreta.
Per a fer açò, els Grundlinien defineixen la idea de "ment objectiva". L'esperit designa el subjecte (com a individu, estat, poble, figura d'una obra d'art, Déu venerat en una religió, etc.), que realitza la seua subjectivitat integrant l'objecte múltiple que se li enfronta, i que és, ell mateix, objectiu. D'aquesta manera, un terratinent és un esperit en la mesura en què es constitueix com a tal en la seua la terra, per hipòtesi constituïda de parts extra parts de les quals ha pres possessió. La ment és subjectiva com a individu que únicament es relaciona amb si mateix (amb el cos, amb l'experiència, amb les seues representacions, etc.). L'esperit és absolut quan es manifesta públicament com un subjecte que governa el seu món (com ara en les representacions artístiques i religioses). És un esperit objectiu, en acabant, quan tendeix a realitzar-se en el món imposant-li estàndards reconeguts públicament.
Per a Hegel, l'esperit tendeix a la llibertat, a la plenitud, que es realitza quan és "a casa" en qualsevol objecte. Els Principis de la filosofia del dret presenten l'esforç de la ment per encarnar-se en el món. A nivell de la ment objectiva, però, hi ha una escissió insuperable entre subjecte i objecte. Per açò, l'esperit només s'encarna en la manera d'"ha de ser“, en normes que es puguen transgredir i prerrogatives impugnables.

## Estructura
El prefaci defensa el caràcter especulatiu de la filosofia. La filosofia, segons Hegel, no es basa en el "cor" i l'"entusiasme" (pensament immediat, traducció de Kervégan p. 96), ni en el formalisme de la "definició", de la "classificació" i del "sil·logisme" (pensament reflexiu, p. 92), sinó que considera el desenvolupament viu i autònom del seu objecte. Es tracta d'estudiar "la diferenciació determinada dels àmbits de la vida pública", i com l'organització global" dona lloc a la força del conjunt a partir de l'harmonia dels seus vincles" (pàg. 97).
En el prefaci trobem la fórmula segons la qual "el que és racional és efectiu; i el que és efectiu és racional" (pàg. 104). Per a alguns, aquesta afirmació expressa l'adhesió de Hegel a la realitat tal com és, i en concret la seua fidelitat al poder prussià de l'època. En realitat, el context mostra que Hegel, ací, tendeix a excloure del discurs filosòfic el que seria un mandat o un desig pietós. Per a ell, la filosofia no ha de ser normativa, ha de "pensar el que és".
Si observem el concepte d'eficàcia com apareix en la Ciència de la lògica, veiem que l'eficàcia designa la realitat en tant que es regeix per una regla immanent (que la diferencia d'aquell marge de la realitat que Hegel anomena fenomen) i que un principi és racional només si, en comptes de romandre abstractament "pur", forma part de la realitat. Amb la fórmula sobre la identitat de la racionalitat i l'efectivitat, Hegel vol dir, doncs, que la filosofia del dret no té com a objectiu estudiar els principis del dret sols com haurien de ser, ni el detall infinit de les realitats jurídiques, sinó l'encarnació dels principis jurídics generals en la realitat.

### Primera part: llei abstracta
El dret abstracte es refereix a l'apropiació de les coses per part de l'ésser humà, tant en els aspectes fàctics com jurídics. Per a Hegel, en l'època postantiga, les persones tenen dret a ser propietàries. Amb la propietat, la voluntat troba plasmació en el món exterior i esdevé així lliure. Per tant, la propietat no és un mitjà per satisfer una necessitat sinó un fi en si mateixa.(§ 45)
El dret a la propietat, per a Hegel, no depén de la qualitat moral dels individus ni del context sociopolític. Només es basa en la relació entre l'ésser humà i el bé apropiable: la persona, dotada de voluntat, té en principi un dret "infinit" sobre la cosa tal com aquesta no té voluntat (§ 44).
El dret a la propietat no respon a la qüestió de què ha de posseir una persona; només estableix quina forma pren la propietat vàlida (§§ 37 i 38). És sota aquest títol que és abstracte.
1. En un primer moment ("la propietat"), el dret meu i el teu expressa la relació que l'individu manté amb una cosa que, hipotèticament, encara no pertany a ningú. Hegel esmenta, entre altres coses, l'apropiació per "ocupació corporal", "formatació", i "marcatge» (§ 55-58).
2. En un segon moment ("el contracte"), la propietat prové de la relació intersubjectiva dels propietaris que es contracten entre si. Per contracte, l'immoble adquireix una existència la prolongació de la qual resta garantida. És el procés en què la voluntat, originàriament subjectiva, personal i arbitrària, esdevé una voluntat objectiva d'ordre general, una institució social.
3. En un tercer moment ("injustícia"), la propietat es fonamenta en la restricció jurisdiccional que, enfront d'una injustícia, restableix el dret (§ 93). La validesa de la propietat ja no es fonamenta sols en l'acció individual, ni en la sèrie reiterativa de contractes individuals, sinó en el dret penal comú a tota la comunitat.
Cal destacar que Hegel nega qualsevol funció preventiva, educativa o curativa del càstig. En el marc (immediat, i per això rudimentari) del dret abstracte, es tracta sols  d'una qüestió de revenja destinada a restaurar el dret.

### Segona part: moralitat (die Moralität)
L'acció plantejada en el moment de la "moralitat" té com a objectiu l'assoliment d'objectius concrets. L'apartat estudi més detalladament els drets i deures del subjecte actor tal com es reconeixen públicament en l'època postantiga. Per a Hegel, el subjecte té dret a extraure d'ell mateix la màxima acció possible. També té dret a ser retret, entre els efectes de la seua acció, només pel que realment pretenia (§ 107).
La màxima de l'acció moral (que pot ser bona o roïna) no prové pas de cap institució. Per açò, la seua validesa encara és qüestionable: segons les circumstàncies, l'acció pot tenir efectes deplorables o ser qüestionable des d'un punt de vista o un altre. L'acció moral no és una quimera, però no pot escapar de la contradicció i la insatisfacció (§ 108).
En aquesta secció, hi ha una famosa discussió de la moral kantiana. Per a Hegel, en l'àmbit de la moral, cap màxima és veritablement universal. En la mesura en què la màxima procedeix sols del subjecte particular, inevitablement es basa en eleccions arbitràries (nota sobre el § 135).

### Tercera part: realitat moral (die Sittlichkeit)
La realitat moral (traduïda també com a "vida ètica" o "ètica") designa l'àmbit de les organitzacions intersubjectives unificades per una regla comuna. En aquests conjunts, els individus tenen un capteniment universal. "Universal", ací, no s'ha d'entendre en el sentit que la seua actuació seria vàlida sempre i arreu, sinó en el sentit que, en la institució considerada, assegura el bé comú. Per exemple, l'individu actua com a membre d'aquesta o aquella família, d'aquesta o aquella corporació, d'aquesta o aquella gent... Per a Hegel, ser lliure és ser "a casa" amb un altre. Com que la institució unifica els membres, és essencialment lliure i alliberadora (§ 149).
La societat civil burgesa és un moment de multiplicitat. L'individu es relaciona amb els altres no en la modalitat de l'amor familiar o de la pertinença al mateix estat, sinó en la manera de competir i en la defensa dels seus interessos egoistes (§ 187). Hegel fa èmfasi en les desigualtats i contradiccions que implica la societat civil, en què veiem tants fenòmens d'excés de riquesa i la formació d'un "població" miserable.
La societat, però, no és un estat de natura, perquè hi regna la llei. La societat civil assegura la producció organitzada i el bescanvi de béns, i també la formació social de les necessitats. A més a més, promulga i aplica lleis. En acabant, s'organitza en institucions amb objectius concrets: les corporacions i la policia (la noció de "policia", en el vocabulari administratiu alemany clàssic, designa l'administració responsable no sols de mantenir l'ordre, sinó també de regular la vida econòmica i social).
L'estat, en acabant, representa el clímax de la vida ètica. No es basa pas ni en l'estima (com en la família), ni en interessos egoistes (com en la societat civil) sinó en el sentiment per la pàtria. Els seus membres són diferents entre si (com en la societat civil), l'estat, però, els unifica (com en la família). El principi d'unificació seria, doncs, la voluntat deliberada d'obeir el dret comú (nota sobre § 258).
Això no obstant, l'estat modern no es limita pas a conferir als seus membres la mateixa disposició cívica d'esperit (aspecte de la identitat): també reconeix el dret de les persones a percaçar els seus objectius individuals (aspecte de la diferència). L'estat no prohibeix la defensa dels interessos personals dels individus, sinó que els ordena cap al bé comú (§ 154).
L'estat es caracteritza per una constitució en el sentit d'una organització de poders. En l'estat modern, el poder principesc es distingeix del poder governamental i del poder parlamentari. Alhora, Hegel critica la teoria de la separació de poders que es troba en Montesquieu. Per a ell, l'articulació dels poders és "orgànica" en el sentit que cada organisme polític assumeix un aspecte de voluntat política, sense limitar, però, els altres cossos. Cada organisme és sobirà, només, però, s'encarrega d'una dimensió particular de la vida de l'estat.
La funció del príncep ha estat objecte de controvèrsies. Sembla que hi ha una contradicció entre certs textos que li donen una funció primordial (és "el cim i l'inici de tot", cf. § 273) i d'altres que, per contra, en fan un engranatge subordinat a l'estat (es limitaria a referendar els decrets preparats pel govern: cf. addició del § 279).
Per a Karl Heinz Ilting, aquesta contradicció expressa dues maneres d'expressió de Hegel. Una, d'exotèric (dirigida al gran públic) és la dels textos publicats. Es caracteritza per la fidelitat de Hegel al poder en el seu lloc. L'altra, d'esotèrica (destinada als iniciats) és la de les Lliçons orals. Al contrari, es caracteritza pel liberalisme polític.  Aquest tema també el tracta Jacques D'Hondt. Per a Eric Weil "el príncep no és el centre ni l'engranatge principal de l'estat". Per a Bernard Bourgeois, en canvi, el príncep té un paper protagonista en l'estat, perquè és justament el formalisme de la seua decisió el que li atorga un valor absolut.
Per a Gilles Marmasse, l'avaluació de Hegel de la funció principesca s'ha de relacionar amb el caràcter "immediat" d'aquesta funció. D'una banda, el príncep és indispensable, perquè és un component de la voluntat estatal. De l'altra, la seua voluntat és abstracta en la mesura en què no es refereix al detall de la llei relativa a les persones (que ha de ser determinada pel parlament), ni a la seua aplicació a temes particulars (que és competència del govern), sinó al seu contingut relatiu a l'estat en general. Així, l'autor minimitza la funció del príncep.
Hegel és partidari del caràcter hereditari de la monarquia. Als seus ulls, si el príncep fos elegit, dependria dels votants i no seria realment sobirà. El príncep és un patriota. A més a més, la seua pertinença a la dinastia governant li permet elevar-se per damunt dels interessos especials, i el fa escaient per a la seua funció. Cal subratllar, però, que aquest elogi del príncep és ambivalent: la seua habilitat és només natural, per tant és alhora inacabada.
Si el monarca ho vol, el govern –en el sentit d'administració estatal– prepara les lleis i les aplica. La seua funció d'execució és subsumir qüestions particulars sota la universalitat de la llei (§ 288). Açò inclou vetlar perquè les activitats de la societat civil contribuïsquen a l'interés general.
Hegel condemna la venalitat dels càrrecs: el funcionari no es comporta com a membre de la societat civil sinó com a ciutadà. El poder governamental té una doble característica: competència i independència.
El parlament estudia les lleis en la mesura en què es refereixen a col·lectius socioprofessionals preocupats per l'interés comú. El paper del parlament és doble: determina el contingut de la llei i assegura la formació de la disposició d'ànim dels seus membres i, en definitiva, del poble en general (§ 314). La publicitat dels debats parlamentaris ajuda a educar el públic, a traslladar-lo d'una visió egocèntrica i limitada a la visió global de la comunitat.
Per a l'autor, les relacions entre estats sobirans són essencialment conflictives. Els estats poden fer pactes entre si; aquests pactes, però, són inevitablement precaris. Hegel rebutja el programa kantià de pau perpètua basat en una Societat de Nacions.
La història, per a Hegel no és la de la humanitat en general, sinó la dels pobles. Cada poble, en la seua evolució, tendeix a assolir una consciència escaient de si mateix i a establir un estat propi que expresse la seua concepció de la llibertat. D'un poble a un altre, hi ha progrés en llibertat. La història, de fet, comença amb el despotisme oriental. Continua amb el "bella llibertat" grega (condicionada, però, per l'esclavitud i els oracles) i la llibertat romana (basada en la igualtat de drets de propietat per a tots). Conclou, en acabar, amb la llibertat de tipus germànic, segons la qual cada persona té un "valor infinit". A l'època oriental només un és lliure, a l'època grecoromana uns quants són lliures, i a l'època germànica, diu Hegel, totes les persones són lliures.

## Tesis

### La llibertat com a acció autodeterminada en l'estat
Hegel defineix, des del pròleg, la teoria ètica que regeix tots els Grundlinien der Philosophie des Rechts: el bé és, per a l'ésser humà, la seua actualització de l'esperit. L'esperit humà és llibertat (§4), duu a la llibertat. La llibertat no és la possibilitat d'actuar, sinó l'acte humà mateix pel qual l'individu està determinat per ell mateix i per res extern (§23). No es tracta, doncs, de llibertat assimilada al lliure albir, que és sols una llibertat de fer el que volem (§15). La llibertat consisteix a actuar més enllà de les particularitats per actuar d'una manera universal, és a dir, objectiva (§23); això requereix tenir en compte els altres per tal d'integrar-los a les nostres accions, als nostres projectes.
L'ésser humà és lliure quan, en el marc de la vida ètica social, s'identifica amb les institucions (normes) de la seua societat, que legítimament reconeix que li corresponen i quan se'n reconeix com a part. L'individu actua llavors segons les seues disposicions, que s'alineen amb les necessitats de la vida social. Açò requereix que dins l'estat, els interessos col·lectius de l'estat s'harmonitzen amb els objectius de vida dels individus.

### La ment subjectiva i l'objectiva
La psicologia humana, en el vessant individual (perquè es vincula a la individualitat de qui pensa), pertany a la ment subjectiva. La ment objectiva, per contra, requereix actuar racionalment fora d'un mateix, tenint en compte els altres; la societat racional pertany a la ment objectiva. La llibertat és certa quan les persones actuen en el marc d'una societat la racionalitat de la qual es caracteritza perquè cadascú sap que les institucions són racionals, i que cadascú actua com ell mateix, per si mateix, en el marc d'aquestes institucions.

### La vida ètica
La vida ètica (Sittlichkeit, definida en els paràgrafs 144 i 145) fa referència al sistema d'institucions socials racionals en què viuen els individus. La vida ètica objectiva rau en aquest sistema d'institucions racionals. La vida ètica subjectiva està relacionada amb la disposició de l'individu a actuar d'acord amb el que les institucions requereixen (§146 i 148). Una societat racional és aquella en què la vida en societat, amb les seues institucions (estàndards de vida), no oprimeix pas els individus en les seues necessitats, sinó on cadascú actua segons la seua individualitat, que correspon al seu deure. L'individu esdevé realment ell mateix quan pren consciència que la seua vida social s'ajusta a la seua individualitat, que les obligacions ètiques seues no són limitacions a la seua llibertat sinó que, per contra, són la seua llibertat d'acció.
Per tant, la vida ètica moderna no sempre duu a la felicitat. Requereix, perquè la persona estiga satisfeta de la seua existència, donar-li els mitjans (normes, institucions) per a actualitzar les seues individualitats, açò és, les seues particularitats en la vida social (§187). Per això, l'estat ha de respectar el dret de cada individu a determinar la direcció que vol prendre en la seua vida i dotar-lo d'institucions perquè puga existir plenament com a individu (§185, 187, 206).

### Personalitat i subjectivitat
Hegel opina que la modernitat liberal fa que els individus sols es consideren feliços si tenen la capacitat d'actuar dins la societat segons les seues disposicions, açò és, de ser ells mateixos. Les institucions socials, però, s'aprecien, i la vida ètica es compleix, només quan les institucions socials (normes) ens permeten actualitzar la nostra imatge pròpia, és a dir, actuar seguint allò que pensem que és la nostra individualitat. El signe de la modernitat és, per tant, que els individus es consideren persones, que exigeixen exercir la seua llibertat arbitrària en un àmbit extern a ells, açò és, la seua propietat i no únicament el seu cos (§41 a 47).
El filòsof sosté que la modernitat existeix de manera que els individus consideren que donen un sentit singular a la seua existència amb les eleccions que fan durant la seua vida, i que expressen la seua independència, la seua facultat de lliure elecció. Així, les persones són subjectes de la seua existència (§105-106) que troben en la seua elecció una "autosatisfacció" (§105-106).

### Dret abstracte
La llei abstracta és la que s'aplica sobre el domini de la llibertat arbitrària, açò és, la llibertat de l'individu d'actuar com crega oportú en un àmbit que li és propi, és a dir, el seu cos i la seua propietat. Es diu que aquest dret és abstracte perquè s'aplica a l'individu no pas com a persona (singular), sinó com que la seua individualitat li dona dret a aquests drets, independentment del context i de l'ús que en vulga fer. En un estat actual, la racionalitat de l'estat requereix que protegisca aquest dret abstracte amb les institucions judicials (§209).

### Dret positiu
El dret positiu pretén determinar el dret, açò és, les normes del dret. Els drets que afecten els individus només són vàlids en una societat quan es transcriuen al dret positiu. El dret positiu que no parteix del que és just, és a dir, una norma votada per un parlament que és contrària a la justícia, no obliga a l'individu, com ara les lleis que autoritzaven l'esclavitud.

### La funció de l'estat
Hegel defineix l'estat com una societat que té un fi polític, de l'estat com a institució política (§267). L'estat és la fi de l'individu no en tant que siga una institució política, sinó perquè és la societat en què l'individu està inscrit. Pot actuar lliurement com a membre de l'estat: l'individu és aleshores "patriota", no perquè actue heroicament pel seu estat, sinó per una vida de deure ètic que fa de la societat la base de la seua acció i el seu fi (§268).
Hegel s'oposa als pensadors liberals segons els quals l'estat, com en Johann Gottlieb Fichte, tindria la utilitat de regular els drets individuals, utilitzant la seua força per a supervisar les accions de les persones. La condició real per a una vida ètica constituïda en un estat, diu Hegel, és que els drets de les persones s'integren en un sistema coherent d'institucions que asseguren a cadascú la llibertat de viure una vida d'acord amb si mateix.

### La societat civil
Amb els Grundlinien, Hegel dona un sentit nou a l'expressió societat civil. Si fins ara era sinònim d'estat, i permetia diferenciar la societat en el sentit més ampli de la "societat natural" (la família, amb què estem units per vincles de la natura i estima), Hegel empra l'expressió per a designar l'espai intermedi entre l'estat, que és l'organització de la comunitat amb fins polítiques, i la societat natural i privada de la família. Així, la societat civil és l'àmbit de l'existència en què l'individu, com a subjecte de la seua existència i individualitat, exerceix el seu dret de dur la seua vida com vulga i a seguir els seus interessos subjectius. En aquest àmbit, l'ésser humà existeix com a propietari.
La societat civil possibilita l'economia de mercat, en què, amb truc de la raó, les accions individuals egoistes contribueixen a una racionalitat no intencionada que harmonitza les parts en el conjunt. L'economia de mercat, però, també és un espai de conflicte entre proveïdors i demandants (productors i consumidors) i crea desequilibris nocius. És per això que la societat civil ha d'estar regulada per l'estat, que garanteix que la societat no estiga ni controlada per si mateixa ni totalment lliure comercialment.

### Principi d'atomicitat
Els Grundlinien der Philosophie des Rechts recolzen la tesi que la major amenaça per a la vida lliure no és tant l'estat, sinó el "principi d'atomicitat", açò és, la propensió de la gent actual a fer una vida integrada en la societat, en què exerceix la seua subjectivitat d'acord amb la societat. Considera perillosa la disposició que tindria la modernitat de valorar el fet que l'individu sobrevalore la seua persona retirant-se de la societat o posant la seua subjectivitat davant de la societat. Això, però, impedeix que aquests individus porten una vida autèntica en societat.

## Debats i crítiques

### Hegel com a partidari de l'absolutisme o de l'estat de dret
L'obra fou interpretada pels corrents liberals prussians com el testament absolutista de l'autor. L'assaig amplificava així la imatge d'un Hegel a favor del Machtstaat prussià. Alguns veieren en aquesta obra, a començament del segle xx, una de les llavors de l'imperialisme alemany, després del nacionalsocialisme, tot i que el filòsof oficial del Tercer Reich, Alfred Rosenberg, havia denunciat Hegel com a contrari al nazisme.
Els hegelians centristes han interpretat l'assaig, des que es publicà, com un intent de Hegel de fundar un estat de dret. Els principals especialistes de l'autor coincideixen hui en aquesta anàlisi, i rebutgen el prejudici d'un Hegel que dona suport a l'autoritarisme prussià. Al llarg de l'obra, l'autor es mostra a favor de reformes liberals moderades, sense semblar ni radical ni subversiu.

### Dificultat d'accés
L'assaig ha estat criticat com a particularment difícil d'accedir, igual que la Fenomenologia de l'esperit. Allen W. Wood argumenta que només per la complexitat de l'estil, i de "la seua escriptura […] difícil, fins i tot irritant, plena d'argot impenetrable", Hegel és "debatut més que entés". Eugène Fleischmann, en el seu comentari a l'assaig, La philosophie politique de Hegel, també subratlla la dificultat d'accedir a l'obra.